# Pristimantis aureolineatus
Pristimantis aureolineatus là một loài động vật lưỡng cư trong họ Strabomantidae, thuộc bộ Anura. Loài này được Guayasamin, Ron, Cisneros-Heredia, Lamar, & McCracken mô tả khoa học đầu tiên năm 2006.